# 샤이니 아후자

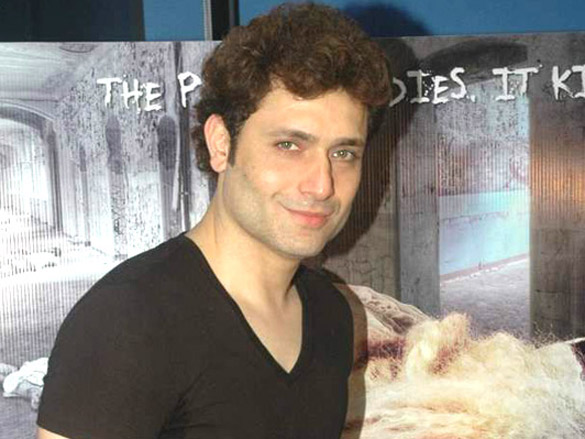

샤이니 아후자(Shiney Ahuja, 1973년 5월 15일 ~ )는 인도의 배우, 모델이다.
델리에서 태어났다.

## 영화
- 웰컴 백 (2015년)
- 하이잭 (2008년)
- 지하철 인생 (2007년) - 아카쉬 샤르마 역
- 불 불라이야 (2007년)
- 갱스터 (2006년)
- 파나 (2006년)
- 하자론 크와이쉐인 아이시 (2003년) - 비크람 말호트라 역